# Ернестс Гулбис
Ернестс Гулбис (лет. Ernests Gulbis; 30. август 1988) је летонски тенисер. Године 2010. је освојио своју прву АТП титулу у синглу победом над Хрватом Ивом Карловићем. Почео је да тренира тенис са 12 година на академији Никија Пилића, који му је био и тренер.

## АТП финала

### Појединачно: 7 (6:1)
| Легенда                        |
| ------------------------------ |
| Гренд слем турнири (0:0)       |
| Завршно првенство сезоне (0:0) |
| АТП мастерс 1000 (0:0)         |
| АТП 500 (0:0)                  |
| АТП 250 (6:1)                  |

| Финала по подлози |
| ----------------- |
| Тврда (5:1)       |
| Шљака (1:0)       |
| Трава (0:0)       |

| Финала по локацији |
| ------------------ |
| Отворено (4:0)     |
| Дворана (2:1)      |

| Исход     | Бр. | Датум               | Турнир                  | Подлога   | Противник             | Резултат      |
| --------- | --- | ------------------- | ----------------------- | --------- | --------------------- | ------------- |
| Победник  | 1.  | 28. фебруар 2010.   | Делреј Бич, САД         | Тврда     | Иво Карловић          | 6:2, 6:3      |
| Победник  | 2.  | 31. јул 2011.       | Лос Анђелес, САД        | Тврда     | Марди Фиш             | 5:7, 6:4, 6:4 |
| Победник  | 3.  | 3. март 2013.       | Делреј Бич, САД (2)     | Тврда     | Едуар Роже-Васелен    | 7:6(7:3), 6:3 |
| Победник  | 4.  | 22. септембар 2013. | Санкт Петербург, Русија | Тврда (д) | Гиљермо Гарсија-Лопез | 3:6, 6:4, 6:0 |
| Победник  | 5.  | 23. фебруар 2014.   | Марсеј, Француска       | Тврда (д) | Жо-Вилфрид Цонга      | 7:6(7:5), 6:4 |
| Победник  | 6.  | 24. мај 2014.       | Ница, Француска         | Шљака     | Федерико Делбонис     | 6:1, 7:6(7:5) |
| Финалиста | 1.  | 21. октобар 2018.   | Стокхолм, Шведска       | Тврда (д) | Стефанос Циципас      | 4:6, 4:6      |

### Парови: 2 (2:0)
| Легенда                        |
| ------------------------------ |
| Гренд слем турнири (0:0)       |
| Завршно првенство сезоне (0:0) |
| АТП мастерс 1000 (0:0)         |
| АТП 500 (0:0)                  |
| АТП 250 (2:0)                  |

| Финала по подлози |
| ----------------- |
| Тврда (1:0)       |
| Шљака (1:0)       |
| Трава (0:0)       |

| Финала по локацији |
| ------------------ |
| Отворено (2:0)     |
| Дворана (0:0)      |

| Исход    | Бр. | Датум           | Турнир             | Подлога | Партнер          | Противници                    | Резултат         |
| -------- | --- | --------------- | ------------------ | ------- | ---------------- | ----------------------------- | ---------------- |
| Победник | 1.  | 20. април 2008. | Хјустон, САД       | Шљака   | Рајнер Шитлер    | Пабло Куевас Марсел Гранољерс | 7:5, 7:6(7:3)    |
| Победник | 2.  | 26. јул 2009.   | Индијанаполис, САД | Тврда   | Дмитриј Турсунов | Ешли Фишер Џордан Кер         | 6:4, 3:6, [11:9] |